# Air Kati (Padang Ulak Tanding)
Air Kati is een bestuurslaag in het regentschap Rejang Lebong van de provincie Bengkulu, Indonesië. Air Kati telt 881 inwoners (volkstelling 2010).